# (4514) Vilen
(4514) Vilen ist ein Asteroid im Hauptgürtel, der am 19. April 1972 am Krim-Observatorium in Nautschnyj (IAU-Code 095) durch Tamara Michailowna Smirnowa entdeckt wurde.
Er wurde nach Vilen Valentinovich Nesterov (* 1935) benannt.